# Tidabius kansensis
Tidabius kansensis är en mångfotingart som först beskrevs av Gunthorp 1913.  Tidabius kansensis ingår i släktet Tidabius och familjen stenkrypare. Inga underarter finns listade i Catalogue of Life.